# Сирійська пустеля
Сирійська пустеля (Сирійський степ; араб. الصحراء السورية badiyah aš-šam) — пустеля на Близькому Сході, яка займає малонаселені території Сирії, Йорданії, Іраку. Степові ландшафти з ділянками голого піску.
Нечисленне населення складають племена бедуїнів, які розмовляють арабськими діалектами.

## Географія
Сирійська пустеля простерлася на стику Родючого Півмісяця і Аравійського півострова. Із заходу вона обмежена простягнутим уздовж узбережжя Середземного моря Левантінским гірським пасмом, з півночі та сходу — річкою Євфрат. На півдні Сирійська пустеля поступово переходить у пустелю Нефуд.
Палеогенові шаруваті відклади (вапняків і пісковиків) створюють між поверхнями різного рівня та кам'янистими ступенями безстічні «ванни» і опускання. Найбільші абсолютні висоти розташовані на півночі і заході в районах вулканічних полів, на північний схід місцевість знижується в напрямку до Євфрату. Висохлі русла (ваді) направлені до Євфрату. Вони несуть воду тільки періодично, оскільки опади дуже малі: 50—80 мм/рік на півдні і 200—300 мм/рік на півночі і північному заході, де на посушливих ділянках напівпустелі розвинене скотарство. У центральних і південних районах пустелі лежать позбавлені рослинності кам'янисті поля (серіри), скелясті і піскуваті ділянки.

## Транспортне сполучення
Ще з найдавніших часів Сирійська пустеля є сполучною ланкою між Месопотамією і Середземномор'ям. Криниці та міста [оаза|оаз]] старого караванного шляху (Пальміра, Дамаск) лежать тепер на сучасних швидкісних трасах, де дуже рідко зустрічаються каравани верблюдів. Найважливішим «транспортним засобом» є також нафтопроводи, що перетинають пустелю і якими перекачується нафта Перської затоки до портів Середземного моря.